# Madirac
Madirac ist eine französische Gemeinde mit 297 Einwohnern (Stand 1. Januar 2022) im Département Gironde in der Region Nouvelle-Aquitaine. Sie liegt im Einzugsgebiet der Stadt Bordeaux und gehört zum Kanton Créon im Arrondissement Bordeaux.

## Geografie
Madirac liegt im Südwesten Frankreichs im Gebiet Entre deux mers zwischen den Flüssen Garonne und Dordogne, 16 Kilometer östlich von Bordeaux, der Hauptstadt der Region Aquitanien, und 5,4 Kilometer südwestlich vom Kantonshauptort Créon, auf einer mittleren Höhe von 65 Metern über dem Meeresspiegel. Die Ortschaft ist von den Nachbargemeinden Saint-Genès-de-Lombaud, Saint-Caprais-de-Bordeaux, Cénac, Sadirac und Loupes umgeben. Das Gemeindegebiet hat eine Fläche von 4,87 Quadratkilometern.
Madirac ist einer Klimazone des Typs Cfb (nach Köppen und Geiger) zugeordnet: Warmgemäßigtes Regenklima (C), vollfeucht (f), wärmster Monat unter 22 °C, mindestens vier Monate über 10 °C (b). Es herrscht Seeklima mit gemäßigtem Sommer.

## Geschichte
Die Familie Bouzet gelangte 1543 durch die Heirat von Pons du Bouzet mit Marguerite de Madirac in den Besitz der Seigneurie Madirac. Die Seigneurie blieb bis zur Französischen Revolution (1789–1799) im Besitz der Familie. Der letzte Seigneur vor der Revolution war Léonard du Bouzet, er war Ritter des Ordre royal et militaire de Saint-Louis. Sein Offizierspatent und die genealogischen Unterlagen seines Familienzweigs wurden im Oktober 1793 verbrannt. Dies war eine Folge des Gesetzes vom 17. Juli 1793 (an II), das das Verbrennen der Schriftstücke befahl, die den Landbesitz oder die Genealogie der Adeligen zum Inhalt hatten. Im gleichen Jahr erhielt Madirac den Status einer Gemeinde. 1801 erhielt es durch die Verwaltungsreform unter Napoleon Bonaparte (1769–1821) das Recht auf kommunale Selbstverwaltung. Die ehemalige Priorei Saint-Jean unterstand der Abtei La Sauve-Majeure. Die Priorei ist zerstört. Nur die Glocke der Abteikirche ist erhalten, sie befindet sich in Saint-Caprais-de-Bordeaux, da die Pfarreien von Madirac und Saint-Caprais-de-Bordeaux zu Beginn des 19. Jahrhunderts zusammengelegt wurden.

## Bevölkerungsentwicklung
| Jahr                       | 1962 | 1968 | 1975 | 1982 | 1990 | 1999 | 2010 | 2017 |
| Einwohner                  | 89   | 75   | 78   | 115  | 136  | 156  | 184  | 245  |
| Quellen: Cassini und INSEE |      |      |      |      |      |      |      |      |

## Sehenswürdigkeiten
Das Schloss Canteloup wurde im 18. Jahrhundert erbaut. Im 19. Jahrhundert wurden die landwirtschaftlichen Gebäude erneuert. Es befindet sich im Privatbesitz.